# Stora Simsgölen
Stora Simsgölen är en sjö i Norrköpings kommun i Östergötland och ingår i Kilaåns huvudavrinningsområde. Sjön har en area på 0,0509 kvadratkilometer och ligger 92,7 meter över havet.

## Delavrinningsområde
Stora Simsgölen ingår i det delavrinningsområde (652140-152402) som SMHI kallar för Utloppet av Fläten. Medelhöjden är 80 meter över havet och ytan är 40,29 kvadratkilometer. Det finns ett avrinningsområde uppströms, och räknas det in blir den ackumulerade arean 46,75 kvadratkilometer. Avrinningsområdets utflöde Kilaån mynnar i havet. Avrinningsområdet består mestadels av skog (81 procent). Avrinningsområdet har 5,33 kvadratkilometer vattenytor vilket ger det en sjöprocent på 13,2 procent.